# 加泰罗尼亚共和左翼
加泰罗尼亚共和左翼是西班牙加泰罗尼亚的一个左翼政党，在法国南部讲加泰罗尼亚语的地区也有分支。该党成立于1931年3月19日。该党的意识形态是加泰罗尼亚民族主义、左翼民族主义、民主社会主义、共和主义。该党的主席是奥里奥尔·洪克拉斯，秘书长是玛尔塔·罗比拉。该党的总部位于巴塞罗那。该党是欧洲自由联盟和绿党－欧洲自由联盟的成员。该党强烈主张加泰罗尼亚脱离西班牙独立。

## 外部連結
- Site of the party（文）
- Ideological declaration （英文） (PDF)
- （页面存档备份，存于） （英文） (PDF)
- Joventuts de l'Esquerra Republicana de Catalunya（页面存档备份，存于） Youth section's site （文）